# 皇伯
皇伯（？—？），子姓，皇氏，名伯，宋国皇野之子，皇非我之兄。。不受父親寵愛。
皇野本来想立杞姒的儿子皇非我为嫡子。右师皇瑗的兒子皇麇说一定要立皇野的长子皇伯，皇伯是良材。皇野愤怒不听从。前478年，有人說皇麇打算接纳桓氏，皇野对宋景公说：“右师皇瑗已老，不会作乱，皇麇怎么样我就不知道了。”宋景公抓住皇麇。皇瑗逃亡晋国，被宋景公召回。次年春，宋国皇瑗被杀，宋景公立皇緩繼承皇瑗。